# Sabatoga mirabilis
Sabatoga mirabilis är en fjärilsart som beskrevs av Otto Staudinger 1897. Sabatoga mirabilis ingår i släktet Sabatoga och familjen praktfjärilar. Inga underarter finns listade.